# Lemme de Zabrejko
Le lemme de Zabrejko est un résultat de topologie datant de 1969. Le lemme permet de démontrer des théorèmes importants de l'analyse fonctionnelle : les théorèmes de Banach-Steinhaus, de Banach-Schauder et du graphe fermé.

## Énoncé
Soit {\displaystyle (X,\|\;\|)} un espace de Banach, et soit {\displaystyle p:X\to \mathbb {R} ^{+}} une semi-norme qui est conditionnellement sigma-sous-additive, c'est-à-dire :
{\displaystyle \sum \limits _{n=0}^{\infty }x_{n}{\text{ converge }}\Rightarrow p{\Bigg (}\sum \limits _{n=0}^{\infty }x_{n}{\Bigg )}\leqslant \sum \limits _{n=0}^{\infty }p(x_{n})\leqslant \infty .}
Alors {\displaystyle p} est continue, c'est-à-dire qu'il existe {\displaystyle M<\infty } tel que {\displaystyle \forall x\in X\quad p(x)\leqslant M\|x\|}.